# Секененре Тао II
Секененре Тао II био је осми фараон седамнаесте египатске династије. Вероватно је био син Сенактенреа Ахмос који је још познат као Тао I. Тачан датум почетка његове владавине није познат, али се претпоставља да је почео владати 1560. п. н. е.. Неки извори говоре да је почео владати 1558. п. н. е.. Он је био отац 2 фараона Камоса и Ахмоса I.
Приписује му се покретање почетка ослободилачког рата против Хикса.

## Грађевине
Због релативно кратке владавине, Тао II није иза себе оставио много споменика или грађевина, али се зна да је на локацији Деир ел-Баллас саградио палату од опека. На оближњем брежуљку су пронађени темељи зграде за коју се верује да је служила као војна осматрачница.

## Мумија
Мумија Таоа II је пронађена у групи гробова Деир ел-Бахри, откривеној 1881. Била је закопана заједно с каснијим фараонима из 18. и 19. династије као што су Ахмосe I (његов син), Аменхотеп I, Тутмос I, Тутмос II, Тутмос III, Рамзес I, Сети I, Рамзес II и Рамзес IX, као и фараонима 21. династије као Псусенес I, Псусенес II и Псусенес Сиамун.
Мумију је 9. јуна 1886. разоткрио Гастон Масперо те после детаљно описао страховите повреде које је запазио на фараоновој глави. Масперо је био уверен како је фараон умро насилном смрћу, од најмање неколико удараца секиром, од којих га је већ први потпуно онеспособио. Део египтолога је на основу форензичке анализе устврдио да повреде одговарају врсти бојне секире која се није користила на египатском југу, него секири карактеристичној за археолошки локалитет Телл ел-Даб'а, на подручју под влашћу Хикса. На основу ране се верује да је фараон био нагнут или лежао у тренутку задавања ране. Недостатак повреда на рукама показује да се фараон није могао или није стигао одбранити, односно да је или убијен на спавању или изненађен у бици с Хиксима. У прилог хипотези да је смрт нашао на војном походу иде и лош квалитет балсамовања, односно да је мумифицирање извршено на брзину, односно да нису били доступни материјали који су се иначе користили за мумификацију фараона преминулих на двору. Рендгенске снимке мумије показују трагове мозга унутар лобање, а истраживачи Џејмс Харис и Кент Викс су крајем 1960-их установили да је мумија Таоа II, најгоре очувана од свих краљевских мумија у Египту.